# Liga (Sport)
Liga wird synonym für eine Wettkampf- oder auch Spielklasse verwendet und ist eine Turnierform für Mannschaftssportarten. Im englischsprachigen Raum wird dafür der Begriff Division verwendet, während league (engl. für Liga) gemäß der Wortbedeutung verwendet wird. Sie ist in verschiedenen Sportarten eine Zusammenfassung einer festen Anzahl von Mannschaften aus einer Region und von ähnlicher Qualität.

## Etymologie
Das Substantiv „Liga“ hat seinen Ursprung im Lateinischen, wo es insbesondere ‚Bund‘ (auch ‚Staatenbund‘), ‚Bündnis‘, ‚Eidgenossenschaft‘ bedeutet; das lateinische liga leitet sich wiederum vom Verb ligare, ‚(ver-/fest-)binden‘, ‚vereinigen‘, her. Im 15. Jahrhundert wurde daraus ligar mit der ähnlichen Bedeutung ‚binden‘, ‚verbinden‘ oder auch ‚vereinigen‘.

## Grundlagen
Für den in der Regel jährlichen Turnus („Saison“ oder „Spielzeit“) wird ein Spielplan vorgegeben, der die zeitliche Abfolge der Begegnungen regelt. In den meisten Ligen tritt jede Mannschaft im Verlauf einer Saison zweimal gegen jeden anderen Teilnehmer der Liga an. In manchen Sportarten, wie beispielsweise im Eishockey oder Basketball, spielt jede Mannschaft im Saisonverlauf vier Mal gegen jeden Gegner. Die Anzahl der Heim- und der Auswärtsspiele ist in den meisten Ligen aus Gründen der Fairness bei allen Mannschaften gleich verteilt.
Aus den Spielergebnissen ergibt sich die Ligatabelle, die die Platzierung der Mannschaften einer Liga widerspiegelt. Am Ende einer Spielzeit entscheidet diese Rangfolge über die Meisterschaft (Tabellenführer) und gegebenenfalls über Auf- und Abstieg in die nächsthöhere bzw. -niedrigere Spielklassenebene. Ist eine Liga aufgrund einer zu hohen Teilnehmerzahl oder zu großer Entfernungen zwischen den Spielorten in mehrere Gruppen (Staffeln) aufgeteilt, spricht man von einer mehrgleisigen Liga. In diesem Fall folgen auf die reguläre Spielrunde häufig Entscheidungsspiele. Zur Ermittlung des Meisters sind das sogenannte „Endrunden“ oder „Play-offs“.
Zur Ermittlung der Auf- bzw. Absteiger werden Relegationsspiele abgehalten. Der verwendete Modus ist verschieden und hängt vom jeweils angewandten Ligasystem ab. Die nordamerikanischen Profiligen mit Mannschaften aus den USA und Kanada sind meist als Franchise-System organisiert, in dem es keine Aufsteiger und Absteiger gibt. Zudem ziehen die Teams gelegentlich in andere Städte und es können sich neue Teams in die Liga "kaufen" oder andere scheiden aus, wodurch die Teilnehmerzahl im Lauf der Jahre stark schwanken kann, wie etwa in der NBA.

## Divisions in Nordamerika
Eine Division ist die kleinste Gruppeneinteilung in verschiedenen US-Sportarten. Sie enthält je nach Sportart und Liga zwischen vier und acht Teams und bildet zusammen mit einer oder mehrerer anderer Divisions eine Conference, zwei Conferences bilden üblicherweise die Liga (im Baseball spricht man von League statt Conference).
Divisions sind nicht statisch, sondern ihre Teams können jederzeit untereinander verschoben werden, wenn neue Teams hinzukommen oder nach neuem System gespielt wird. Auch die Anzahl der Divisions in einer Conference muss nicht immer dieselbe bleiben, jedoch enthalten die beiden Conferences immer dieselbe Anzahl an Divisions. Im Fall der NBA hießen die Conferences bis zu ihrer Einführung im Jahr 1970 Divisions. Mit der Einführung der Conferences wurde ebenfalls endlich die Untergliederung in Divisions eingeführt.
Im Hochschulsport der National Collegiate Athletic Association (NCAA) bezeichnet der Begriff Division hingegen die Einteilung der Hochschulen nach ihrer Größe. Schulen der Division I müssen sieben Sportarten für beide Geschlechter anbieten (oder sechs für die Herren und acht für Damen), von denen zwei Teamsportarten sein müssen. Darüber hinaus gibt es Bestimmungen bezüglich der Zahl an Spielen, Gegnern, Heimspielen und Stipendien.
Der Umfang der Bestimmungen nimmt für die Division II und die größte der drei Divisionen, die stipendiatenfreie Division III, ab, aber zwei Teamsportarten für beide Geschlechter sind für jede Division vorgeschrieben. Die teilnehmenden Hochschulen sind dann in sehr grob nach Geographie gebildete Conferences aufgeteilt, welche dann wiederum in eine Eastern und eine Western Division unterteilt sein können.
Die Division I ist im Bereich des College Footballs zusätzlich in drei Subdivisions eingeteilt, die Football Bowl Subdivision, die Football Championship Subdivision und die No Football Subdivision.